# مکگیلکادی ریکز
مکگیلکادی ریکز (به لاتین: MacGillycuddy's Reeks) یک رشته‌کوه در جمهوری ایرلند است که در شهرستان کری واقع شده‌است. مکگیلکادی ریکز ۱٬۰۳۸٫۶ متر بالاتر از سطح دریا واقع شده‌است.